# Waddington (Nowy Jork)
Waddington – miasto w Stanach Zjednoczonych, w stanie Nowy Jork, w hrabstwie St. Lawrence.